# Diócesis de Sete Lagoas

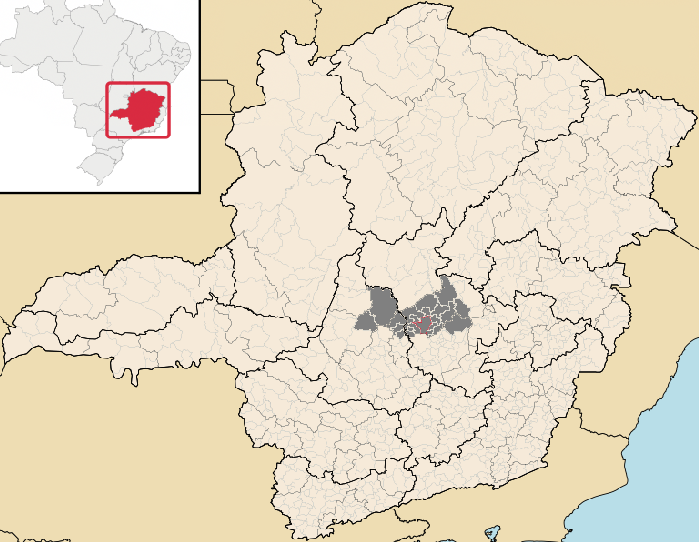
Diócesis de Sete Lagoas.

Regional CNBB Leste 2.

La diócesis de Sete Lagoas (en latín: Dioecesis Septemlacunen(sis) y en portugués: Diocese de Sete Lagoas) es una circunscripción eclesiástica latina de la Iglesia católica en Brasil, sufragánea de la arquidiócesis de Belo Horizonte. La diócesis tiene al obispo Francisco Cota de Oliveira como su ordinario desde el 10 de junio de 2020. 

## Territorio y organización
La diócesis tiene 12 153 km² y extiende su jurisdicción sobre los fieles católicos de rito latino residentes en 22 municipios del estado de Minas Gerais: Araçaí, Baldim, Cachoeira da Prata, Caetanópolis, Capim Branco, Cordisburgo, Fortuna de Minas, Funilândia, Inhaúma, Jaboticatubas, Jequitibá, Maravilhas, Martinho Campos, Matozinhos, Papagaios, Paraopeba, Pequi, Pompéu, Prudente de Morais, Santana de Pirapama, Santana do Riacho y Sete Lagoas.
La sede de la diócesis se encuentra en la ciudad de Sete Lagoas, en donde se halla la Catedral de San Antonio de Padua.
En 2020 en la diócesis existían 41 parroquias agrupadas en 5 regiones pastorales.

## Historia
La diócesis fue erigida el 16 de julio de 1955 con la bula Clementissimi Servatoris del papa Pío XII, obteniendo el territorio de las arquidiócesis de Belo Horizonte y de Diamantina.
El 11 de septiembre de 1958, con la carta apostólica Anno saeculari, el papa Pío XII proclamó a la Santísima Virgen María Inmaculada como patrona principal de la diócesis.

## Estadísticas
De acuerdo al Anuario Pontificio 2021 la diócesis tenía a fines de 2020 un total de 352 865 fieles bautizados.
| Año                                                                             | Población            | Población | Población      | Sacerdotes | Sacerdotes    | Sacerdotes    | Bautizados por sacerdote | Diáconos permanentes | Religiosos | Religiosos | Parroquias |
| Año                                                                             | Bautizados católicos | Total     | % de católicos | Total      | Clero secular | Clero regular | Bautizados por sacerdote | Diáconos permanentes | Varones    | Mujeres    | Parroquias |
| ------------------------------------------------------------------------------- | -------------------- | --------- | -------------- | ---------- | ------------- | ------------- | ------------------------ | -------------------- | ---------- | ---------- | ---------- |
| 1965                                                                            | 170 000              | 170 500   | 99.7           | 27         | 20            | 7             | 6296                     |                      | 7          | 39         | 22         |
| 1976                                                                            | 265 835              | 276 573   | 96.1           | 29         | 16            | 13            | 9166                     |                      | 18         | 49         | 24         |
| 1980                                                                            | 234 400              | 245 700   | 95.4           | 27         | 9             | 18            | 8681                     |                      | 21         | 45         | 25         |
| 1990                                                                            | 281 000              | 291 000   | 96.6           | 33         | 17            | 16            | 8515                     | 2                    | 17         | 72         | 30         |
| 1999                                                                            | 156 573              | 374 059   | 41.9           | 36         | 27            | 9             | 4349                     | 2                    | 10         | 97         | 30         |
| 2000                                                                            | 307 680              | 384 600   | 80.0           | 32         | 24            | 8             | 9615                     | 2                    | 9          | 76         | 36         |
| 2001                                                                            | 364 804              | 384 004   | 95.0           | 40         | 30            | 10            | 9120                     | 2                    | 18         | 81         | 38         |
| 2002                                                                            | 304 286              | 387 134   | 78.6           | 41         | 31            | 10            | 7421                     | 2                    | 11         | 75         | 38         |
| 2003                                                                            | 310 371              | 394 876   | 78.6           | 40         | 31            | 9             | 7759                     | 2                    | 10         | 66         | 38         |
| 2004                                                                            | 316 570              | 402 770   | 78.6           | 39         | 30            | 9             | 8117                     | 2                    | 10         | 66         | 38         |
| 2010                                                                            | 354 017              | 454 314   | 77.9           | 48         | 41            | 7             | 7375                     | 2                    | 9          | 47         | 40         |
| 2014                                                                            | 370 000              | 476 000   | 77.7           | 54         | 46            | 8             | 6851                     | 2                    | 17         | 48         | 40         |
| 2017                                                                            | 379 257              | 476 894   | 79.5           | 60         | 51            | 9             | 6320                     | 1                    | 19         | 46         | 41         |
| 2020                                                                            | 352 865              | 476 069   | 74.1           | 66         | 57            | 9             | 5346                     | 2                    | 19         | 42         | 41         |
| Fuente: Catholic-Hierarchy, que a su vez toma los datos del Anuario Pontificio. |                      |           |                |            |               |               |                          |                      |            |            |            |

## Episcopologio
- José de Almeida Batista Pereira † (7 de noviembre de 1955-2 de abril de 1964 nombrado obispo de Guaxupé)
- Daniel Tavares Baeta Neves † (4 de junio de 1964-8 de julio de 1980 falleció)
- José de Lima † (7 de junio de 1981-27 de octubre de 1999 retirado)
- Guilherme Porto (27 de octubre de 1999 por sucesión-20 de septiembre de 2017 retirado)
- Aloísio Jorge Pena Vitral (20 de septiembre de 2017-10 de junio de 2020 renunció)
- Francisco Cota de Oliveira, desde el 10 de junio de 2020